# 薩馬拉省
薩馬拉省（Сама́рская губе́рния、舊俄語：Самарская губернiя）是俄羅斯帝國和蘇聯早期的一個省份。位於伏爾加河東岸，包括今日的薩馬拉州、薩拉托夫州東部和奧倫堡州西部。面積156,120平方公里，1897年人口2,763,478人。首府薩馬拉。
1851年建省，1928年被納入中伏爾加邊疆區。